# Retèrra
Retèrra (en francès Reterre) és una comuna (municipi) de França, a la regió de la Nova Aquitània, departament de la Cruesa.
La seva població al cens de 1999 era de 319 habitants. Està integrada a la Communauté de communes Auzancea-Bellegarde-en-Marche.

## Demografia
| 1968 | 1975 | 1982 | 1990 | 1999 |
| ---- | ---- | ---- | ---- | ---- |
| 476  | 424  | 380  | 365  | 319  |

## Administració
| Període   | Identitat     | Partit |
| --------- | ------------- | ------ |
| 1959-1999 | Pierre Nore   |        |
| 1999-     | Daniel Gatier |        |